# Arènes d'Albacete
La plaza de toros d'Albacete est l'arène taurine de la ville espagnole d'Albacete. Populairement connue sous le nom de «La Chata», José María de Cossío l'a qualifiée comme « l'une des plus excellentes d'Espagne» dans son monumental traité taurin Le Cossío. Entre autres éléments, il souligne la quantité de fêtes taurines célébrées tout au long de l'année (26 en 2011), plus que beaucoup d'arènes de première catégorie d'Espagne et de France .
Avec une capacité de 12 000 spectateurs, les arènes sont l'une des places prestigieuses de l'art de la tauromachie et ont inspiré la construction d'autres arènes taurines dans le monde.

## Caractéristiques

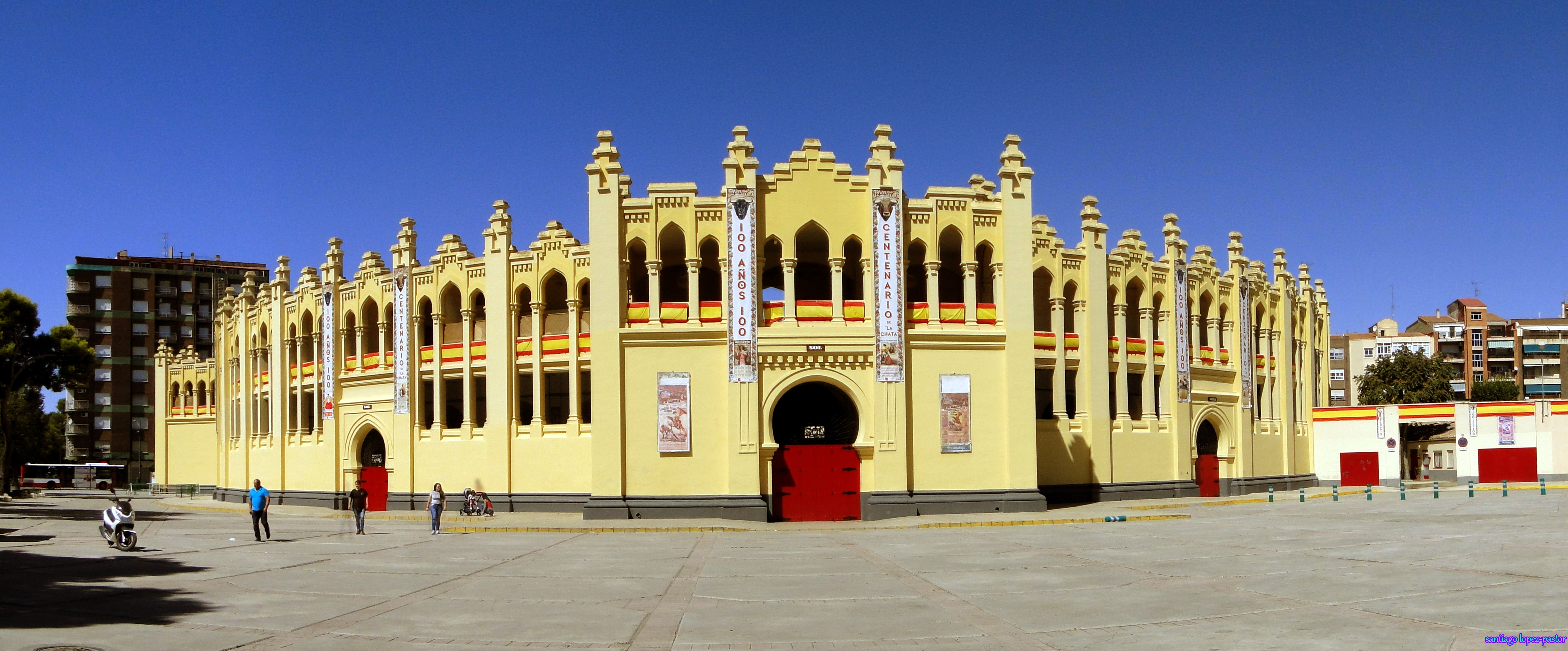
Vue panoramique sud-est des Arènes d'Albacete

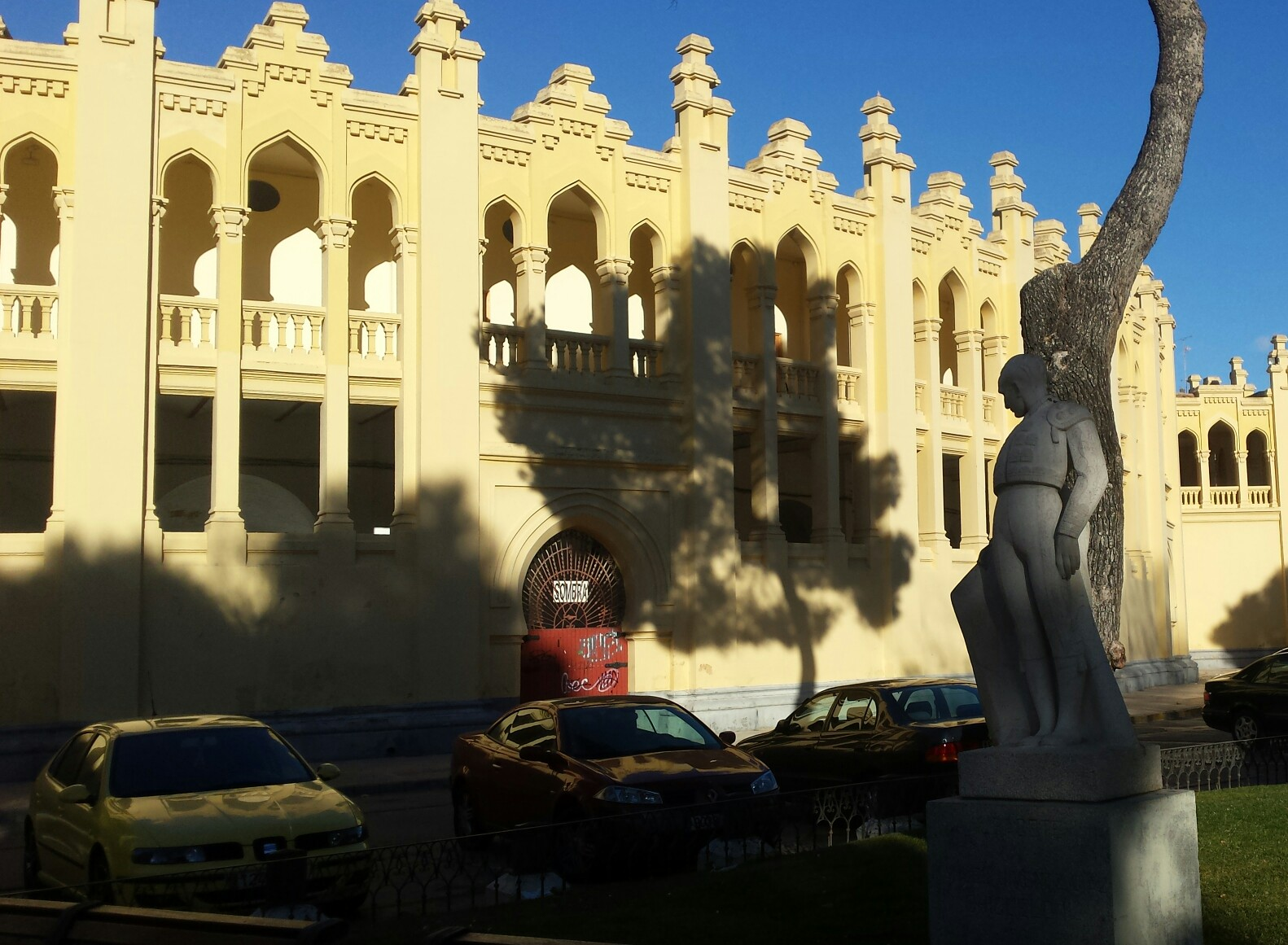
Monument à Chicuelo II

La plaza de toros d'Albacete a une nette influence mudéjare, qui se manifeste avec les tourelles et la porte principale avec un arc mozarabe. 
Les arènes ont été inaugurées en 1917, et remodelées en 1918, avec des sièges en pierre de Novelda, qui existent toujours. En 1921 la couverture a été modifiée et quelque vingt ans plus tard la capacité a été élargie. Le ruedo a un diamètre de 48 mètres.

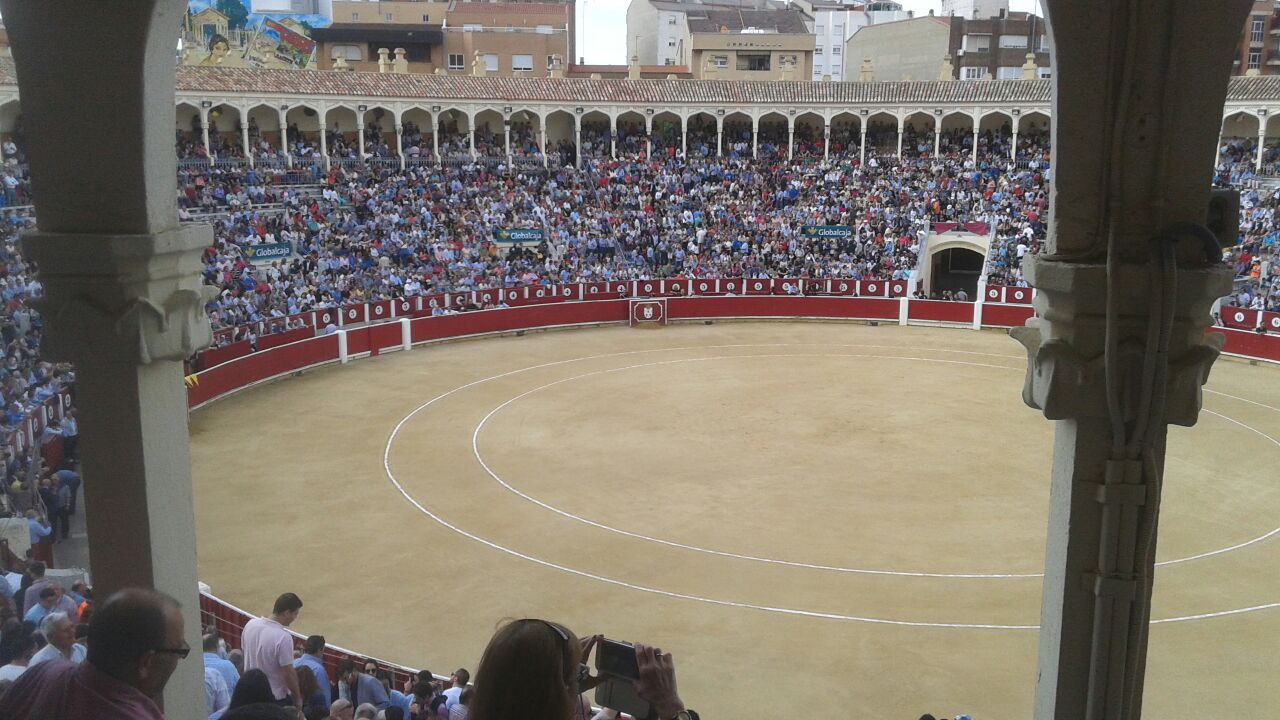
Vue intérieure de la plaza de toros d'Albacete

La ville d'Albacete a une importante tradition taurine qui remonte à plusieurs siècles. En 1564, l'acte du conseil municipal de la ville, daté du 29 mai, a convenu la célébration de fêtes taurines sur la place del Altozano (centre de la ville de l'époque) le 24 juin avec motif de la célébration de San Juan, patron de la capitale. En 1961 a été inauguré devant les Arènes le monument à Chicuelo II en hommage au fameux torero d'Albacete. En 2015 de l'autre côté de la porte grande a été inauguré le monument à Dámaso González. En 2017 on a célébré son centenaire.

En 2018, les Arènes d'Albacete ont été déclarées Bien d'Intérêt Culturel (BIC) par le Cabinet de Culture de la Junte de Communautés de Castille-La Manche, avec la catégorie de Construction d'Intérêt Patrimonial.

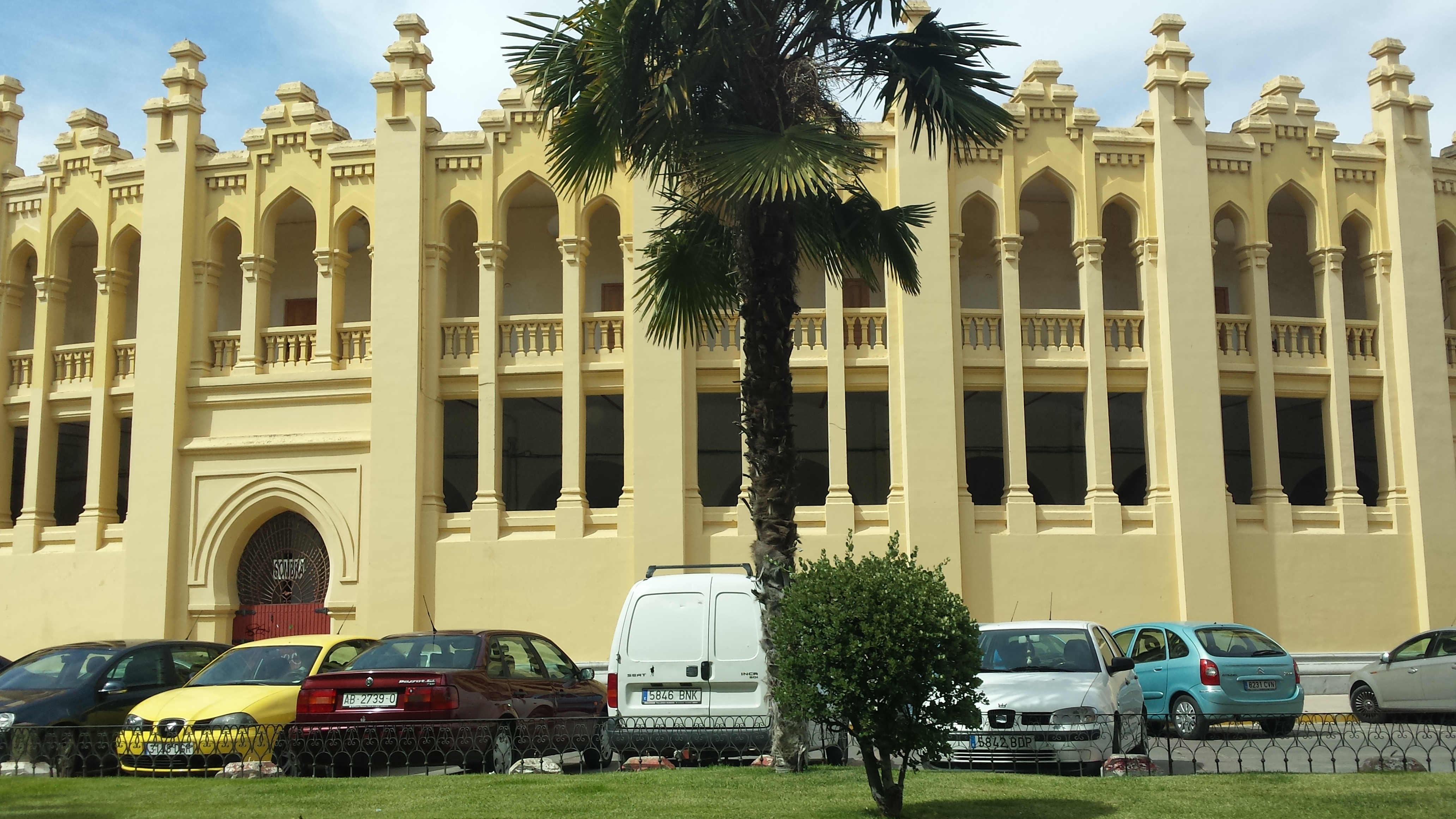
Vue des Arènes d'Albacete

## Fêtes et activités

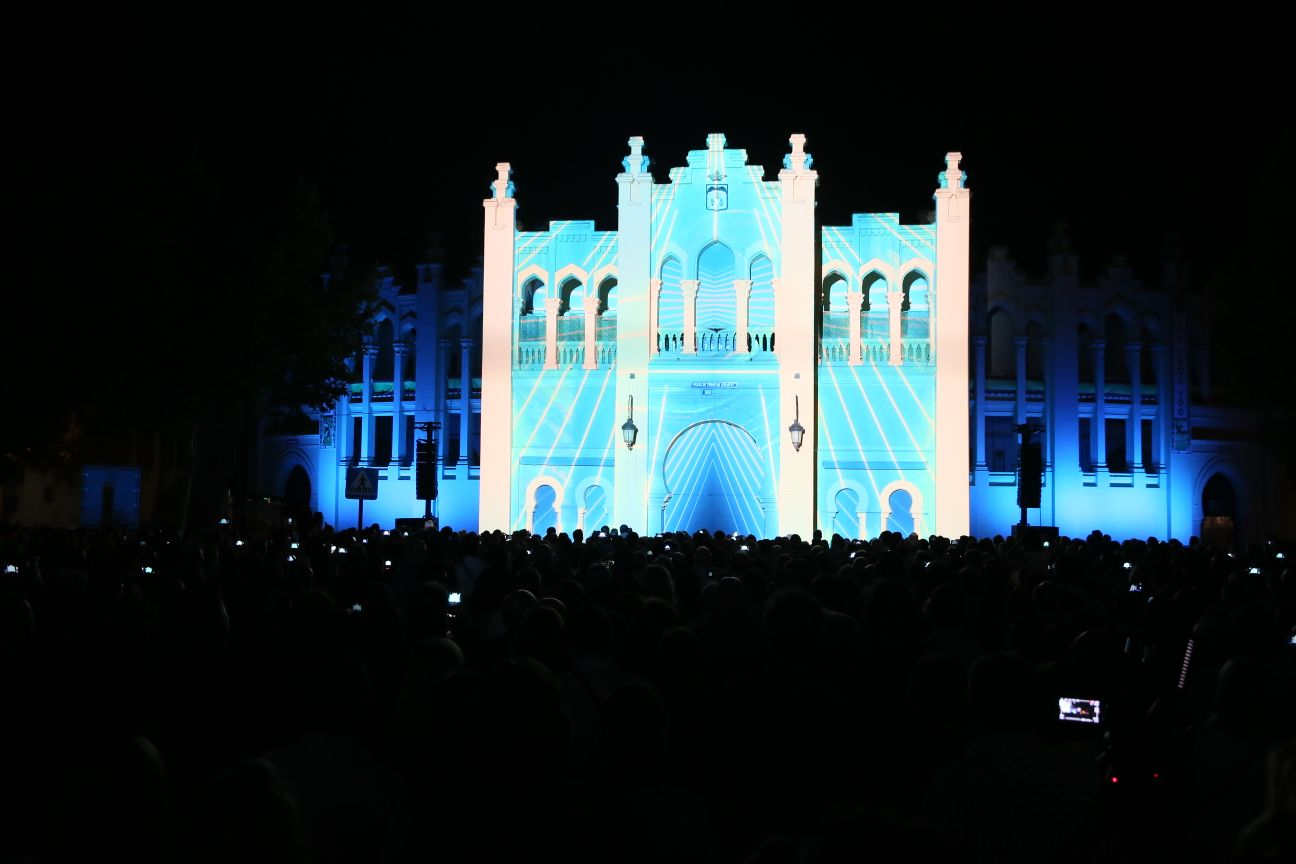
Spectacle de lumières sur la façade des Arènes d'Albacete pendant la Feria d'Albacete

La plaza de toros de la ville d'Albacete célèbre ses fêtes grandes pendant la Feria d'Albacete: la Foire Taurine d'Albacete, ainsi que Les Vaquillas. Parmi les autres grands événements se déroulant dans les Arènes on peut citer la Corrida de Asprona, qui rassemble les principales figures du toreo, ou le Festival Taurin du Cottolengo. Le Congrès International de la Tauromachie de 2015 s'y est également tenu. 
Outre les événements typiquement taurins, l'édifice a également l'habitude d'héberger des événements divers comme des concerts, comme pendant le Festival d'Albacete. Il aussi accueille en de nombreuses occasions l'arrivée des Rois mages à la ville d'Albacete, qui ont l'habitude d'atterrir en hélicoptère dans la plaza.